# Géczy Julianna

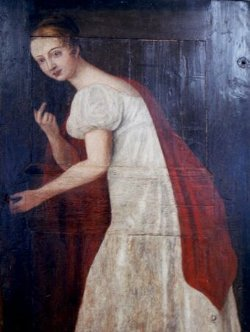
A „lőcsei fehér asszony”

Garamszegi Géczy Julianna (Korponay Jánosné) (Osgyán, 1680 k. – Győr, 1714. szeptember 25.) szépségéről híres, kalandos életű nő. Később mint a „lőcsei fehér asszony” híresült el.

## Családja
A Géczy régi magyar nógrád-vármegyei nemesi család, mely már a XIV. században Géczen birtokos volt. Géczy Julianna 1680 körül született, Garamszegi Géczy Zsigmond kuruc ezredes és osgyáni Bakos Judit leányaként. 1700-ban nőül ment Korponay János Hont vármegyei nemeshez, Koháry II. István meghitt emberéhez. A házasságból született Gábor nevű fiuk.

## Élete

### Apja és férje között
A Rákóczi-szabadságharc kitörése után édesapja már 1703 szeptemberében kurucnak állt, férje azonban 1704. február 24-ig védte a Koháry-birtokok egyik központi várát, Csábrágot, s csak ezt követően esküdött hűséget II. Rákóczi Ferencnek. A várat egy ideig Géczy Zsigmond tartotta ostromzár alatt, s Géczy Julianna is levélben kérlelte férjét a vár átadására.

## Szerepe Lőcse feladásában
1709–10-ben a császáriak által ostromlott Lőcse városában tartózkodott, s intim viszonyban állt Andrássy István kuruc generálissal. Jókai Mór romantikus regényben (A lőcsei fehér asszony) „dolgozta fel” az asszony életét, s ennek nyomán máig úgy él a köztudatban mint Lőcse árulója, aki 1710. február 13-án beengedte a császári csapatokat a városba. Valójában csupán üzeneteket, leveleket közvetített a védők és az ostromló csapatok parancsnoka, Georg Löffelholz altábornagy között, s a város előzetes tárgyalások eredményeképp, szabályos kapituláció útján került a császáriak kezére. Ennek ellenére már az egykorú kuruc propaganda, a Mercurius Veridicus című időszakos hírlap is „egyetlen ledér nőszemély” számlájára írta.
A szatmári békét követő évek a kurucok új támadásától való folytonos aggodalomban teltek el. Az udvar nem bízott Nógrád vármegye hűségében, ahol egy család sem volt, a melynek tagjai közül egyik, vagy másik a szabadságharc alatt nagyobb szerepet ne játszott volna. Hogy az esetleges újabb felkelést még csírájában elfojtsa, a főhaditanács a vármegyét valóságosan megszállotta katonasággal. Az egykori kuruczok – akik visszatértek a házi tűzhelyeikhez – és a bujdosók között azonban a legszigorúbb őrködés ellenére is fennmaradt az összeköttetés. Az 1712. évi országgyűlés alatt, másról sem beszéltek itthon, mint Rákóczi visszatéréséről ; ez a hír az országgyűlés után is megmaradt és bár vakhitnek bizonyult, növelte az udvar bizalmatlanságát és aggodalmát, a amelynek a vármegyében birtokos Korponay Jánosné, született Garamszeghi Géczy Juliánna, a szépségéről híres, kalandos életű nő is áldozatul esett. Korponay Jánosnét, a kinek a férje Rákóczi szolgálatában állott, Löffelholcz császári altábornagy nagy jutalom ígérete mellett rábírta lőcse város feladásának az előkészĺtésére. Lőcse feladása után Korponayné első dolga volt a férje lefoglalt birtokait visszakérni, mert ha a férje Rákóczi párti is, ő adatta fel Lőcsét. Gróf Illésházy Miklós udvari kancellár szívesen közbenjárt a szép asszony érdekében: nemcsak válaszolt neki, hanem kioktatta, milyen folyamodványokat adjon be, hogy a kérése teljesíthető legyen. Az országgyülés egybehívásának a hírére, Géczy Juliánna is Pozsonyba készült, hogy jutalom fejében a királyi adománylevelek kiállítását sürgesse. Mielőtt azonban elindult Pozsonyba, olyan esemény történt, a mely a kalandos életű asszonyt újabb bonyodalmakba sodorta.

Vallomása szerint nagypénteken (1712 március 25.) este azzal hívatták ki a füleki házából, hogy a háza mellett elterülő erdőben várja őt egy zarándok, aki azután egy levelet adott át neki, melynek írója választ kér. Ő ezt a levelet átadta Viard császári tábornoknak. Pünkösd elött néhány héttel levél érkezett az alispántól azzal az értesítéssel, hogy a divényi kastélyt és a vendéglőt kirabolták. Erről ő rögtön hírt adott a császáriak egyik főtisztjének, a nagypénteken átvett levélből azt következtetvén, hogy a lázadók már betörtek Lengyelországból. A kósza hír hol növelte, hol csökkentette a rablók számát. Pünkösd hétfőjén (május 16.), a mikor a kertjében sétált, ismét egy paraszt jött hozzá, Pelargus Jánostól hozván levelet, aki őt beszélgetésre hívja titkos helyen. Hosszas, aggodalmas megfontolás után kiment a kastélyból és meglátta a levélírót, majd Pelargust is. Pelargus átadott neki egy cédulát, a mely mellett több levél volt, a cédulán pedig az állott, hogy ismerve az ügyességét, Géczy Zsigmond leányát felkérik, adja át a címzetteknek ezeket leveleket, a melyeket Rákóczi és Bercsényi küldött. Géczy Juliánna félelmében átvette a leveleket, a melyek között állítólag Ráday Pálnak, Sréter Jánosnak és Szendrei Török ezredesnek szóló is volt. Ezek a férfiak a szatmári békét csak kénytelenségből fogadták el, ezért a császáriak nem bíztak bennük és folytonosan szemmel tartották őket.

A mikor Géczy Juliánna a leveleket átvette, felébredt benne az asszonyi kíváncsiság és több levelet felbontott, a melyekben a többi között az is volt, hogy az ő atyjánál, Géczy Zsigmondnál, gyűljenek össze tanácskozásra Rákóczi titkos hívei. Géczy Zsigmond még Thököly ezredese volt, a mikor azonban Thökölyt a törökök elfogták, hazajött és részint Géczen, részint a Fülekhez közeleső Osgyánban lakott. Rákóczi felkelésének a kitörésekor ismét felajánlotta a kardját a kurucoknak; előbb Rákóczi karabélyos ezredének ezredese volt, későbben Bercsényi ungvári várába ment, itt érte a szatmári békekötés híre ; a vár feladása után hazajött és nejének az osgyáni birtokára vonult. Géczy Juliánna a fent érintett eset után Pozsonyba ment és magával vitte a leveleket, gondolván, hogy átadásukkal csak gyarapítani fogja az érdemeit az udvar előtt. Csakhamar kihallgatásra jelentkezett gróf Pálffy előtt és elmondotta, hogy Rákóczitól és Bercsényitől levelek vannak a birtokában, a melyeket egy zarándok hozott Lengyelországból. Pálffv felszólította, hogy hozza el neki ezeket a leveleket. Ugyanekkor Pozsonyban elterjedt Rákóczi hazajövetelének a híre. Géczy Juliánna erre nagyon megijedt, mert attól tartott, hogy ha ezeket a leveleket átadja a császáriaknak, akkor el fogja érni Rákóczinak és Bercsényinek a bosszúja az árulásért. Egyik levélben meg éppen az édes atyjáról volt szó, a kit tudta nélkül belekevert volna az ügybe. Így azután egy éjjel az összes leveleket elégette. Pálffy az országgyűlés berekesztése után ismét követelte a leveleket, mire Géczy Juliánna titokban elhagyta Pozsonyt, de csak Máriavölgyig jutott, itt ismét meggondolta magát és írt Pálffynak, hogy a leveleket elégette. Pálffy nem vette tréfára a dolgot, Géczy Juliannát elfogatta és Vöröskő várába vitette. Csak annyi ideje maradt, hogy a férjét és az atyját értesítette a történtekről. Géczy Zsigmond még szerencsésen kimenekült Korponáról Lengyelországba, a hol 1716 október 18-ika előtt befejezte viszontagságos, a szabadság ügyének szentelt, érdemekben gazdag életet. Korponayné Géczy Juliánna pere közel három éven át húzódott ; a kiküldött bíróság III. Károly király határozott utasítására a szép asszonyt fő- és jószágvesztésre ítélte, mire 1715 szeptember 25-én délelőtt 11 órakor a győri vár piacán a hóhér leütötte a fejét. (Thaly Kálmán czikke, Századok 1909. évf. 449 – 467. – Millenn. Tört. VIII. 151 – 153. – Márki Sándor i. m. III. 297.)

### Pere és halála
A szatmári béke után, 1712 márciusában azzal kereste meg Pálffy Jánost, hogy Rákóczitól származó, új felkelést előkészítő leveleket adtak át neki kézbesítésre. A címzettek (Esterházy Dániel, Ráday Pál, Sréter János stb.) a kuruc szabadságharc vezető tisztségviselői voltak, akik az 1711 utáni konszolidációban is komoly szerepet vállaltak. Az asszony magukat a leveleket nem adta át, állítása szerint elégette őket, részben a kurucok bosszújától tartva, részben a mozgalomban érintett édesapja védelmében. Korponayné ezzel az új kuruc szervezkedést csírájában elfojtani igyekvő bécsi udvar és a pozsonyi országgyűlésen éppen a szatmári békepontok betartatásán fáradozó magyar rendek érdekeinek kereszttüzébe került. Miután ellentmondásokba keveredett, bíróság elé állították, kínvallatásnak vetették alá, végül Győr piacterén lefejezték.
Géczy Juliánna pere élénken jellemzi azt a fojtó politikai légkört, mely Magyarországot akkoriban betöltötte. III. Károly király udvara csak igen kevés emberben bízott meg, a meghódolt kuruczokat gyanús szemmel nézte és szinte állandóan figyelemmel kísérte. Károly király egy csomó spanyol embert hozott magával Barczelonából, a kiknek az volt a feladata, hogy lopva, orvul eltegyék láb alól a »gyanús« és »megbízhatatlan« elemeket, és a kik e gonosz szerepük betöltésére mérget használtak. A vármegyebeli urak közül, a kik a szabadságharczban részt vettek és nagyobb szerepet játszottak, közvetetlenül az 1712. Év után feltünően sokan haltak meg, így: Győry Nagy János, Kántor István, Géczy Gábor, Sréter János kurucz brigadéros 1713-ban, Bulyovszky Dániel 1714-ben, Darvas János 1717-ben. Csak kevesen érték meg az új rend megszilárdulását, ezek közé tartozott Török András, 1714-tól kezdve ismét a vármegye I. alispánja és az 1722 – 23. évi országgyűlésen követe, a ki 1723 szeptember havában húnyt el, továbbá Ráday Pál, a ki az 1712., 1714 – 15. és 1722 – 23. évi országgyűlésen képviselte Nógrád vármegyét. Az 1712. évi országgyűlésen a reformátusok érdekei nek hathatós szószólója volt, az 1714. évi országgyűlésen is előkelő szerepet vitt és több országos bizottság tagjává választották, 1723 után azonban többé nem szerepelt, egészen a családjának és a gazdaságának élt. Ettől kezdve folytonosan betegeskedett, ludányi kastélyát, melyet 1715-ben emeletesre építtetett, alig hagyta el és életének a delén, 56 éves korában, 1733. márczius 20-án halt meg. (Thaly Kálmán : Rákóczi Tár. I. 402.).

## Képmása
Az ő képmásának tartották a lőcsei várfal kapuján lévő, fehér ruhás nőalakot ábrázoló festményt, melyen egyik kezét a kulcslyukon tartja, a másikkal hívogatóan int. A képet a Szépművészeti Múzeum őrzi.

## Szépirodalom
- Jókai Mór: A lőcsei fehér asszony, regény, Budapest, 1885